# Петроглифы монгольского Алтая
Комплекс петроглифов в Монго́льском Алта́е (монг. Монгол Алтайн нурууны хадны зургийн цогцолбор) — памятник Всемирного наследия ЮНЕСКО, расположенный в Алтайских горах на северо-западе Монголии, на реке Чулут. 
Доисторические наскальные изображения — петроглифы — расположены на высоте примерно 2000 метров над уровнем моря и тянутся по скалам и горам более чем на 40 километров. Преобладают изображения оленей. Большинство созданы в эпоху неолита (III тысячелетие до н. э.).

## Наскальные рисунки в долине реки Чулут
Всего в долине реки Чулут было создано в разное время рисунки на площади более 25 квадратных километров на скалах. В основном, это изображения оленей.

### Определение возраста наскальных рисунков
Определить точный возраст наскальных рисунков трудно. Их возраст связывают со временем возникновения древних поселений в этой местности.

### Мотивы рисунков

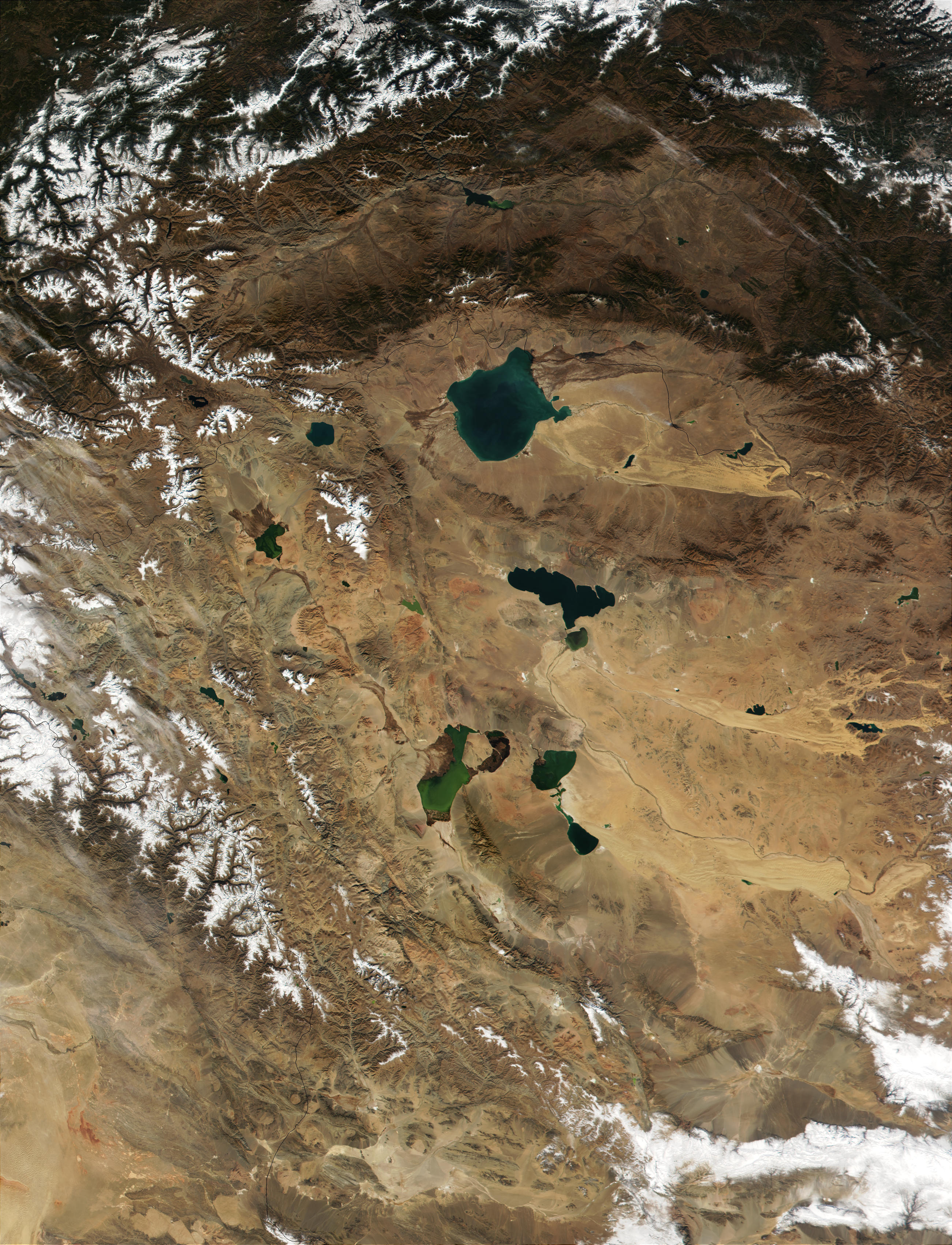
Вид из космоса на Западную Монголию, где находятся петроглифы

Так как кочевые народы (предки современных монголов) занимались преимущественно охотой и собирательством, очень многие из рисунков посвящены охоте.
Охотники изображены с луком и стрелами.
Также присутствуют изображения драконов, рыб и змей. Предполагается, что изображения оленей были созданы в карасукскую эпоху. Самыми ближайшими параллелями монгольским рисункам являются изображения колесниц из высокогорной Чуйской котловины российской части Алтая.

## История
Обнаружены были петроглифы в 1963 году.
В 1995—2001 годах ученые исследовали пещеры Цагаан-Агуй и Чигэн-Агуй. Были проведены разведывательные работы в районе Гобийского Алтая и обнаружены стоянки древних людей. Причем стоянка Цахуиртын-Хундий (Кремнёвая долина) занимает площадь 25 квадратных километров.
В 1994—2005 годах экспедиция обследовала петроглифы Монгольского Алтая и обнаружила ряд памятников, в том числе Цаган-Сала и Бага-Ойгур — более 10 тысяч сцен.
В 2005 году обнаружена могила гуннской знати, найдены серебряные пряжки с изображением однорогого козла и округлая пряжка с античными сюжетами.

## Бичигт Хад
Также известна пещера Бичигт Хад, где обнаружены рисунки бронзового века. Белая пещера считается самых ранним местом человеческого обитания в Монголии, тут жили люди ещё 700 000 лет назад. Археологическое богатство свидетельствуют окаменелости, найденных по всей территории аймака Ховд.

## Хойт Ценхерийн Агуй
Пещера Хойт Ценхерийн Агуй с петроглифами эпохи палеолита располагается на реке Хойд-Цэнхэр (монг. Хойд Цэнхэрийн гол).

## География
Петроглифы расположены в аймаке Баян-Улгий, однако некоторый объекты, в частности пещера Хойт Ценхерийн Агуй находятся в аймаке Ховд. Они сосредоточенны на огромных каменных возвышениях, над которыми нависают ещё более массивные хребты, лишенные леса и покрытые снегом в любое время года (49°02′ с. ш. 55°00′ в. д., высота над уровнем моря 2200—2900 м).

## Признание

### Всемирное наследие ЮНЕСКО
В 2011 году на 35-й сессии Комитета Всемирного наследия ЮНЕСКО петроглифы монгольского Алтая были признаны Объектом Всемирного наследия и стали третьим в Монголии (после Долины реки Орхон и Больших озёр) объектом ЮНЕСКО и вторым объектом культурного наследия.